# Animatik
Az animatik a filmgyártásban használt kifejezés (angolul animatics). A pre-produkció során a képes-forgatókönyv (angolul storyboard) szerepe, hogy képileg megjelenítse a forgatókönyvben leírt történetet. Ezt követő fázis az animatik, amely a képes-forgatókönyv képkockáiból összevágott mozgókép. Mivel az a folyamat nagyrészt a vágás munkafolyamatból áll általában az animatik már hangot is, adott esetben a dialógust és kiegészítő hangokat, zörejeket is tartalmazhat. Az animatik tulajdonképpen az elkészülő filmnek egy nagyon korai változata, amelyet megtekintve a szakmabeliek kreatív döntéseket tudnak hozni. A 3D animáció készítésénél általában az animatik készítését követi illetve kiváljta a 3D animatik. Ez a folyamat a 3D technikák (3D szoftverek) nyújtotta lehetőségeket kihasználva olyan mozgókép készítését jelenti, amely a végső filmtől tulajdonképpen csak minőségben tér el, mivel a végső film is 3D technikával készül. Ugyanakkor a filmgyártásban is egyre gyakrabban készül 3D animatik, még a forgatás előtt, mely a rendező és a producer(ek) számára is segítség felmerülő kreatív, technikai és költségvetési kérdések megválaszolásához.